# Artur Alvim
Artur Alvim es un distrito ubicado en la zona oriental de la ciudad de Sao Paulo, Brasil. Administrativamente pertenece a la subprefectura de Penha.
Gran parte del distrito pertenecía al antiguo sitio de Nhocuné, una finca que abarcaba lo que hoy son los barrios de Vila Nhocuné, Cidade Patriarca, Vila Guilhermina y parte de los barrios adyacentes.  Hasta 1903 perteneció al señor Luiz de Oliveira Lins de Vasconcelos.
El distrito recibe su nombre en honor del ingeniero Artur Alvim, descendiente de una importante familia paulista, que participó en la construcción del Ramal de São Paulo de la Estrada de Ferro Central do Brasil que atraviesa el barrio y contribuyó a la construcción de la primera escuela municipal de la región. Esta escuela, hoy destruida, también recibió su nombre. La zona, que hasta entonces había sido una mezcolanza de chácaras conocida como Santa Teresa, se desarrolló a partir del pueblo que surgió en torno a la estación proyectada por Alvim Artur Alvim fue jefe de la Sección de Ingeniería en la administración de Herculano Velloso Ferreira Pena. 

## Distritos limítrofes
- Ponte Rasa (norte);
- Itaquera (este);
- Cidade Líder (sur);
- Penha (noroeste);
- Vila Matilde (oeste).